# Евгений Онегин
«Евге́ний Оне́гин» (дореф. «Евгеній Онѣгинъ») — роман в стихах русского поэта Александра Сергеевича Пушкина, начат 9 мая 1823 года и закончен 5 октября 1831 года, одно из самых значительных произведений русской словесности. Повествование ведётся от имени безымянного автора, который, впрочем, в первых же строфах называет Онегина «добрый мой приятель». По известному определению В. Г. Белинского, Пушкин назвал «Евгения Онегина» романом в стихах, поскольку в нём изображена «жизнь во всей её прозаической действительности».
Александр Пушкин работал над этим романом на протяжении более чем семи лет. Работу над ним Пушкин называл подвигом — из всего своего творческого наследия только «Бориса Годунова» он характеризовал этим же словом. В произведении на широком фоне картин русской жизни показана драматическая судьба представителей русского дворянства первой четверти XIX века.

## История создания
Пушкин начал работу над «Евгением Онегиным» 9 мая 1823 года в Кишинёве, во время своей ссылки. Автор отказался от романтизма как ведущего творческого метода и начал писать реалистический роман в стихах, хотя в первых главах ещё заметно влияние романтизма. Произведение стало первым романом в стихах в истории мировой литературы (но жанровым толчком послужила поэма «Дон Жуан» Дж. Байрона (1819 год)).
Изначально предполагалось, что роман в стихах будет состоять из 9 глав. В 1830 году Пушкин набросал его общий черновой план, который выглядел так:
```
Часть первая. Предисловие. 1-я песнь. Хандра (Кишинёв, Одесса, 1823); 2-я песнь. Поэт (Одесса, 1824); 3-я песнь. Барышня (Одесса, Михайловское, 1824).
Часть вторая. 4-я песнь. Деревня (Михайловское, 1825); 5-я песнь. Именины (Михайловское, 1825, 1826); 6-я песнь. Поединок (Михайловское, 1826).
Часть третья. 7-я песнь. Москва (Михайловское,Петербург,1827-1828); 8-я песнь. Странствие (Москва,Павловск,Болдино,1829); 9-я песнь.Большой свет(Болдино,1830).
[
6
]
```

Впоследствии Пушкин переработал его структуру, оставив только 8 глав. 9-я глава стала 8-й, а 8-я превратилась в дополнение: Пушкин исключил из основного текста произведения 8-ю главу «Путешествие Онегина», включив её фрагменты в качестве приложения к основному тексту. Существовал фрагмент этой главы, где, по некоторым данным, описывалось, как Онегин видит военные поселения близ Одесской пристани, а далее шли замечания и суждения, в некоторых местах в излишне резком тоне. Опасаясь возможных преследований властей, Пушкин убрал этот фрагмент. Но всего было 10 глав — считается, что последняя 10-я была написана в Болдинском карантине в 1830 году, однако в октябре была сожжена поэтом по цензурным соображениям. В октябре 1831 года в Царском Селе Пушкин написал дополнительно «Письмо Онегина к Татьяне».
Роман писался и изначально издавался по главам (песням) по мере готовности, первая глава была издана отдельно в феврале 1825 года..
За семь лет работы над романом случалось разное: существует воспоминание, как однажды Пушкин чуть не лишился 5-й главы романа, поставив рукопись на кон в карточной игре с Александром Загряжским (тестем своего брата Льва Пушкина); но в дальнейшем поэту удалось отыграть и главу и денежный проигрыш. Позже Пушкин выехал в Санкт-Петербург для издания рукописи, но в дороге всё-таки потерял рукопись этой пятой главы. Проблема была в том, что черновиков рукописи уже не было. Текст удалось восстановить благодаря брату поэта Льву Пушкину, который успел прочесть и прослушать от брата эту главу и, обладая незаурядной памятью, сумел по памяти воспроизвести строфы 5-й главы на трёх листках и переслать брату. Эти воспоминания Загряжского были опубликованы в мартовском номере журнала «Русская старина» за 1874 год.
Роман охватывает события с 1819 по 1825 год (по расчётам, например, Ю. Лотмана, что является одной из версий датировок). Это были годы развития русского общества, время правления Александра I. Сюжет романа прост и хорошо известен, в центре него — любовная история. В целом, в романе Евгений Онегин отразились события первой четверти XIX века, то есть время создания и время действия романа примерно совпадают.
Пушкин создал роман в стихах подобно поэме лорда Байрона «Дон Жуан». Определив роман как «собранье пёстрых глав», Пушкин выделяет одну из черт этого произведения: роман как бы «разомкнут» во времени (каждая глава могла бы стать последней, но может иметь и продолжение), тем самым обращая внимание читателей на самостоятельность и цельность каждой главы. Роман стал поистине энциклопедией русской жизни 1820-х годов, так как широта охваченных тем, детализация быта, многосюжетность композиции, глубина описания характеров персонажей, особенности жизни той эпохи разработаны в романе с непревзойдённым мастерством.
Именно это дало основание В. Г. Белинскому в своей статье «Евгений Онегин» сделать вывод:

«„Онегина“ можно назвать энциклопедией русской жизни и в высшей степени народным произведением».
Из романа, как и из энциклопедии, можно узнать практически всё об эпохе: о том, как одевались, и что было в моде, что люди ценили больше всего, о чём они разговаривали, какими интересами они жили. В «Евгении Онегине» отразилась вся русская жизнь. Кратко, но довольно ясно, автор показал крепостную деревню, барскую Москву, светский Санкт-Петербург. Пушкин правдиво изобразил ту среду, в которой живут главные герои его романа — Татьяна Ларина и Евгений Онегин, воспроизвёл атмосферу городских дворянских салонов, в которых прошла молодость Онегина.

## Издания романа
«Евгений Онегин» выходил отдельными выпусками, содержащими каждый одну главу (так называемое «поглавное издание»); отрывки из романа печатались также в журналах и альманахах. Выход каждой главы становился большим событием в русской литературе того времени. Первая и вторая главы произведения были изданы типографией департамента народного просвещения Санкт-Петербурга в 1825—1827 гг. В 1833 году в типографии Смирдина отпечатано первое полное издание всего романа в одном томе.
Типография Ильи Ивановича Глазунова в январе 1837 года, незадолго до дуэли на Чёрной речке, выпустила роман «Евгений Онегин» в миниатюрном формате — последнее прижизненное издание А. С. Пушкина. Данное издание просматривалось самим Пушкиным и содержит последнюю авторскую редакцию романа, хотя, как и все остальные, не свободно от опечаток.
Планы типографии были таковы, что весь тираж (5000 экземпляров) намечалось продать за один год по 5 рублей за одну книгу. После гибели Пушкина весь тираж был раскуплен в течение недели. В 1988 году издательство «Книга» выпустило факсимильное издание книги тиражом 15 000 экземпляров.
- Первое полное издание (1833)
- Третье полное издание (1837)
- Юбилейное издание 1899 года

В посмертные издания «Евгения Онегина», в том числе в академические собрания (юбилейное 1937—1949 гг. и последующие), текстологами (академическими изданиями руководил крупный учёный Б. В. Томашевский) вносился ряд корректив с целью восстановить автоцензурные изъятия, сокращённые имена собственные, унифицировать орфографию. Данные отступления от последнего авторского текста подвергались некоторыми литературоведами (М. И. Шапир) острой критике.

## Сюжет
Роман начинается с сетований молодого дворянина Евгения Онегина по поводу болезни своего дядюшки, вынудившего Евгения покинуть Петербург и отправиться к больному, чтобы проститься с ним. Обозначив таким образом завязку, автор занимает первую главу рассказом о происхождении, семье и жизни своего героя до получения известия о болезни родственника.
Повествование ведётся от имени безымянного автора, представившегося добрым приятелем Онегина. Итак, Евгений родился «на брегах Невы», то есть в Петербурге, в не самой успешной дворянской семье:
Служив отлично-благородно,

Долгами жил его отец,

Давал три бала ежегодно

И промотался наконец.

Онегин получил соответствующее воспитание — сначала, имея гувернантку Madame (не путать с нянькой), затем — гувернёра-француза, не утруждавшего своего воспитанника обилием занятий. Пушкин подчёркивает, что образование и воспитание Евгения были типичны для человека его среды (дворянина, которым с детства занимались учителя-иностранцы). Полученного им таким образом образования и воспитания было достаточно, чтобы «свет решил, что он умён и очень мил».
С самой ранней юности Онегин «твёрже всех наук» знал «науку страсти нежной», «что было для него измлада и труд, и мука, и отрада, что занимало целый день его тоскующую лень». Жизнь Онегина в Петербурге была полна любовными интригами и светскими развлечениями, но в конечном итоге Онегину всё приелось:
Нет: рано чувства в нём остыли;

Ему наскучил света шум;

Красавицы не долго были

Предмет его привычных дум;

Измены утомить успели;

Друзья и дружба надоели,

Затем, что не всегда же мог

Beef-steaks и страсбургский пирог

Шампанской обливать бутылкой

И сыпать острые слова,

Когда болела голова;

И хоть он был повеса пылкий,

Но разлюбил он наконец

И брань, и саблю, и свинец.

Онегин пробует заняться писательством, «но труд упорный ему был тошен; ничего не вышло из пера его». Тогда Онегин «отрядом книг уставил полку, читал, читал, а всё без толку». Он думал начать путешествовать по миру, но тут его застало известие о болезни его дяди, и Онегин решает ехать к нему в деревню, «приготовляясь денег ради, на вздохи, скуку и обман», с чего и начинается первая глава. Однако по приезде оказывается, что дядя умер, а Евгений стал его наследником. Он поселяется в деревне, но и здесь его одолевает скука. Впрочем, возвращаться в опостылевший Петербург он не хочет.
Соседом Онегина оказывается приехавший из Германии Владимир Ленский, 18-летний поэт-романтик. Несмотря на то, что Ленский и Онегин были полными противоположностями, они становятся друзьями. Первый из них влюблён в Ольгу Ларину, дочь местного помещика. На всегда весёлую Ольгу не похожа её задумчивая сестра Татьяна. Ольга младше сестры на один год. Она внешне красива, но неинтересна Онегину:
«Неужто ты влюблён в меньшую?» —

«А что?» — «Я выбрал бы другую,

Когда б я был, как ты, поэт.

В чертах у Ольги жизни нет,

Точь-в-точь в Вандиковой Мадонне:

Кругла, красна лицом она,

Как эта глупая луна

На этом глупом небосклоне».

Встретив Онегина, Татьяна влюбляется в него и пишет ему письмо. Однако Онегин отвергает её: он не ищет спокойной семейной жизни. Ленский и Онегин приглашены к Лариным на именины Татьяны. Онегин не рад этому приглашению, но Ленский уговаривает его поехать, обещая, что никого из гостей-соседей не будет. На самом деле, приехав на торжество, Онегин обнаруживает «пир огромный», что его злит не на шутку.
Чудак, попав на пир огромный,

Уж был сердит. Но, девы томной

Заметя трепетный порыв,

С досады взоры опустив,

Надулся он и, негодуя,

Поклялся Ленского взбесить

И уж порядком отомстить.

На обеде у Лариных Онегин, чтобы заставить Ленского ревновать, неожиданно начинает ухаживать за Ольгой. Ленский вызывает его на дуэль. Поединок заканчивается смертью Ленского, и Онегин уезжает из деревни. В 8 главе указано, что Онегину на тот момент было 26 лет:

Дожив без цели, без трудов

До двадцати шести годов. (VIII, XII, 10-11)

Через три года он появляется в Петербурге и встречает Татьяну — замужнюю светскую даму. Онегин влюбляется в неё и пытается добиться её расположения. Татьяна признаётся, что по-прежнему любит Евгения, но должна хранить верность своему мужу:
Я вас люблю (к чему лукавить?),

Но я другому отдана;

Я буду век ему верна.

Неожиданно в зал входит муж Татьяны и видит Онегина. На этом повествование прерывается. Автор оставляет обескураженного Евгения и в нескольких репликах прощается с читателями и со своим многолетним трудом.

### Сюжетные линии
- Онегин и Татьяна. Эпизоды:
  - Знакомство с Татьяной (3. III—IV);
  - Разговор Татьяны с няней (3. XVII—XX);
  - Письмо Татьяны к Онегину (3. XXXI);
  - Объяснение в саду (4. XII—XVI);
  - Сон Татьяны (5. X—XXI) и именины (5. XXV—XLV);
  - Посещение дома Онегина (7. XV—XXIV);
  - Отъезд в Москву (7. XXVI—LV);
  - Встреча на балу в Петербурге через 3 года (8. VII—IX, XVII—XXV);
  - Письмо Онегина к Татьяне (объяснение);
  - Вечер у Татьяны.
- Онегин и Ленский. Эпизоды:
  - Знакомство в деревне;
  - Разговор после вечера у Лариных;
  - Визит Ленского к Онегину;
  - Именины Татьяны;
  - Дуэль и смерть Ленского.

### Действующие лица
Именно потому, что главные герои «Евгения Онегина» не имели прямых прообразов в жизни, они исключительно легко сделались для современников психологическими эталонами: сопоставление себя или своих близких с героями романа становилось средством объяснения своего и их характеров. (Ю. М. Лотман. Комментарии к «Евгению Онегину»).
Евгений Онегин. Главный герой романа. Один из его возможных прототипов — П. Я. Чаадаев, названный самим Пушкиным в первой главе. История Онегина напоминает жизнь Чаадаева. Важное влияние на образ Онегина оказал Лорд Байрон и его «байронические герои», Дон Жуан и Чайлд-Гарольд, которые также не раз упоминаются самим Пушкиным. «В образе Онегина можно найти десятки сближений с различными современниками поэта — от пустых светских знакомцев до таких значимых для Пушкина лиц, как Чаадаев или Александр Раевский». (Ю. М. Лотман. Комментарии к «Евгению Онегину»). В начале романа, когда Евгений, «летя в пыли на почтовых», думает о дяде, (весна 1820) ему 25 лет, на момент отъезда из деревни после дуэли — 26 лет. Евгений Онегин был «денди» — модно одетым светским человеком, элегантным щёголем.
- Татьяна Ларина. Соседка Онегина. Была в него влюблена, но Онегин её отверг и вполне понятно объяснил, что между ними ничего быть не может. В конце романа Онегин сам влюбляется в Татьяну, но та, будучи замужем, отвергает его.
- Ольга Ларина, её сестра — обобщённый образ типичной героини популярных романов; красивый внешне, но лишённый глубокого содержания. На год младше Татьяны. Была невестой Ленского, после его гибели вышла замуж за военного (автор упоминает, что на момент брака муж Ольги носил звание улана).
- Владимир Ленский — «энергичное сближение Ленского с Кюхельбекером, произведённое Ю. Н. Тыняновым (Пушкин и его современники. С. 233—294), лучше всего убеждает в том, что попытки дать поэту-романтику в „Евгении Онегине“ некоторый единый и однозначный прототип к убедительным результатам не приводят». (Ю. М. Лотман. Комментарии к «Евгению Онегину»). Одним из прототипов Ленского, вероятно, был Б. В. Голицын, имение которого было по соседству с д. Захарово, куда в 1806—1810 гг. приезжало семейство Пушкиных на летний отдых[21]. Друг Онегина, жених Ольги. Убит Онегиным на дуэли.
- Няня Татьяны — вероятный прототип — Арина Родионовна, няня Пушкина. По её словам, была выдана замуж в 13 лет.
- Зарецкий — секундант Ленского, в числе прототипов называли Фёдора Толстого-Американца.
- Не названный в романе муж Татьяны Лариной, «важный генерал». Татьяна упоминает, что он «в сраженьях изувечен» — значит, был участником военных действий, возможно, Отечественной войны 1812 года.
- Автор произведения — сам Пушкин. Он постоянно вмешивается в ход повествования, напоминает о себе («Но вреден север для меня»), водит дружбу с Онегиным («Условий света свергнув бремя, как он, отстав от суеты, с ним подружился я в то время, мне нравились его черты»), в своих лирических отступлениях делится с читателями своими размышлениями о самых разных жизненных вопросах, высказывает свою мировоззренческую позицию. Автор в некоторых местах нарушает ход повествования и вводит в текст метатекстовые элементы («Читатель ждёт уж рифмы „розы“ — на, вот, возьми её скорей»). Пушкин даже изобразил себя рядом с Онегиным на берегу Невы (см. изображение) и хотел поместить этот и ряд других рисунков в качестве иллюстрации к роману в стихах, но не удалось найти общий язык с издателями «Невского альманаха». Сам Пушкин отозвался на это несколькими ироничными эпиграммами.
- Муза автора, «двоюродная сестра» Татьяны Лариной.

В романе упоминаются также отец (Дмитрий Ларин) и мать (Прасковья) Татьяны и Ольги; «княжна Алина» — московская кузина матери сестёр Лариных; дядя Онегина; ряд комичных образов провинциальных помещиков (Гвоздин, Флянов, «Скотинины, чета седая», «толстый Пустяков» и проч.); петербургский и московский свет.
Образы провинциальных помещиков, в основном, имеют литературное происхождение. Так, образ Скотининых отсылает к комедии Фонвизина «Недоросль», Буянов — герой поэмы «Опасный сосед» (1810—1811) В. Л. Пушкина. «Среди гостей ещё намечались „Кирин важный“, „Лазоркина — вдова-вострушка“ („сорокалетняя вертушка“); „толстого Пустякова“ заменял „толстый Тумаков“, Пустяков был назван „тощим“, Петушков был „отставным канцеляристом“» (Бродский Н. Л. «Евгений Онегин» роман А. С. Пушкина: Комментарий. М.:2005, Изд-во «Мультиратура»)

## Строфика
Роман, за исключением писем Татьяны и Онегина и песни девушек, написан особой «онегинской строфой». Каждая такая строфа состоит из 14 строк четырёхстопного ямба.
Первые четыре строчки рифмуются перекрёстно, строки с пятой по восьмую — попарно, строки с девятой по двенадцатую связаны кольцевой рифмой. Оставшиеся 2 строчки строфы рифмуются между собой.

## Исследования романа

### Критики-современники
- Кондратий Рылеев
- Николай Полевой
- Дмитрий Веневитинов
- Николай Надеждин
- Фаддей Булгарин

### Белинский
Прежде всего в «Онегине» мы видим поэтически воспроизведённую картину русского общества, взятого в одном из интереснейших моментов его развития. С этой точки зрения, «Евгений Онегин» есть поэма историческая в полном смысле слова, хотя в числе её героев нет ни одного исторического лица.
— В. Г. Белинский

В своей поэме он умел коснуться так многого, намекнуть о столь многом, что принадлежит исключительно к миру русской природы, к миру русского общества. «Онегина» можно назвать энциклопедией русской жизни и в высшей степени народным произведением.
— В. Г. Белинский

### Середина — вторая половина XIX в.
- Николай Чернышевский
- Николай Добролюбов
- Дмитрий Писарев
- Фёдор Достоевский
- Аполлон Григорьев
- Александр Дружинин

### XX — начало XXI века
Юрий Лотман:

«Евгений Онегин» — трудное произведение. Самая лёгкость стиха, привычность содержания, знакомого с детства читателю и подчёркнуто простого, парадоксально создают добавочные трудности в понимании пушкинского романа в стихах. Иллюзорное представление о «понятности» произведения скрывает от сознания современного читателя огромное количество непонятных ему слов, выражений, фразеологизмов, намёков, цитат. Задумываться над стихом, который знаешь с детства, представляется ничем не оправданным педантизмом. Однако стоит преодолеть этот наивный оптимизм неискушённого читателя, чтобы сделалось очевидно, как далеки мы даже от простого текстуального понимания романа. Специфическая структура пушкинского романа в стихах, при которой любое позитивное высказывание автора тут же незаметно может быть превращено в ироническое, а словесная ткань как бы скользит, передаваясь от одного носителя речи к другому, делает метод насильственного извлечения цитат особенно опасным.
Во избежание этой угрозы роман следует рассматривать не как механическую сумму высказываний автора по различным вопросам, своеобразную хрестоматию цитат, а как органический художественный мир, части которого живут и получают смысл лишь в соотнесённости с целым. Простой перечень проблем, которые «ставит» Пушкин в своём произведении, не введёт нас в мир «Онегина». Художественная идея подразумевает особый тип преображения жизни в искусстве. Известно, что для Пушкина была «дьявольская разница» между поэтическим и прозаическим моделированием одной и той же действительности, даже при сохранении той же тематики и проблематики.
— Ю. М. Лотман
Исследователь Андрей Чернов предложил свою реконструкцию сожжённой Пушкиным десятой главы романа (на основе обнаруженных в начале XX века в архиве Л. Н. Майкова черновиков Пушкина)..

### Комментарии к роману
Одним из первых комментариев к роману стала небольшая книжка А. Вольского, вышедшая в 1877 году. Классическими стали комментарии Владимира Набокова, Николая Бродского, Юрия Лотмана, Сергея Бонди.

### Хронология романа
Опорной точкой является указание Пушкина в предисловии к отдельному изданию первой главы на то, что начало событий романа совпадает с концом 1819 года. Сопоставляя с этой датой текст романа, Юрий Лотман определил следующую хронологию событий, (по старому стилю):
| Событие                                                                         | Время                                  |
| ------------------------------------------------------------------------------- | -------------------------------------- |
| Рождение Онегина                                                                | 1795                                   |
| Рождение Татьяны                                                                | вероятно, 1803                         |
| Рождение Ольги                                                                  | вероятно, 1804                         |
| Рождение Ленского                                                               | 1803                                   |
| Выход Онегина «в свет»                                                          | 1811—1812                              |
| Пребывание Ленского в Гёттингене                                                | с 1817 (или 1818) по весну 1820        |
| Время действия главы I                                                          | зима 1819 — весна 1820                 |
| Время действия глав II и III                                                    | лето 1820                              |
| Время действия главы IV                                                         | лето — осень 1820                      |
| Время действия главы V                                                          | ночь со 2 на 3 января — 12 января 1821 |
| Сон Татьяны                                                                     | ночь с 5 на 6 января 1821              |
| День именин Татьяны                                                             | 12 января 1821                         |
| Время действия главы VI                                                         | 13 января — весна 1821                 |
| Дуэль и гибель Ленского                                                         | 14 января 1821                         |
| Время действия главы VII                                                        | весна 1821 — февраль 1822              |
| Отъезд Онегина в Петербург                                                      | февраль — март 1821                    |
| Замужество Ольги и её отъезд                                                    | лето 1821                              |
| Посещение Татьяной деревенского кабинета Онегина и чтение книг в его библиотеке | лето 1821                              |
| Отъезд Онегина из Петербурга (начало путешествия)                               | 3 июля 1821                            |
| Поездка Татьяны Лариной с матерью в Москву                                      | конец января — февраль 1822            |
| Замужество Татьяны                                                              | 1822 (вероятно, осень)                 |
| Пребывание Онегина в Крыму                                                      | август — сентябрь 1823                 |
| Встреча Онегина и автора в Одессе                                               | осень 1823                             |
| Ссылка автора в Михайловское и возвращение Онегина в Петербург                  | август 1824                            |
| Время действия главы VIII                                                       | осень 1824 — весна 1825                |
| Конец романа                                                                    | март 1825                              |

## Переводы
«Евгений Онегин» переведён на многие языки мира:
- на английский — Генри Сполдингом (Henry Spalding, 1880), Бабеттой Дейч (1936, 1943), Оливером Элтоном (1937), Дороти Прэл Рэдин и Джорджем З. Патриком (1937), Владимиром Набоковым (в прозе, 1964)[28]; Клайвом Филипсом Уолли (1904), Уолтером Арндтом (1964), Юджином М. Кейденом (1964), Чарлзом Хепбёрн-Джонстоном (с сохранением «онегинской строфы», 1977), Джеймасом Фаленом (1990), Дугласом Хофштадтером (1999)[29];
- на испанский — издательством «Plaza & Janes Editores», Барселона (1962), издательством «Bruguera», Барселона (1970), М. М. Чиликова (2000), Альберто Н. Муссо (2005), Мануэля Анхеля Чики Бенайаса (2017).
- на итальянский — Луиджи Делате (1856, прозаический), Джузеппе Кассоне (1906), Этторе Ло Гатто (1925, прозаический), Этторе Ло Гатто (1937), Эридано Баззарели (1960, прозаический), Giacinta De Dominicis Jorio (1963, прозаический), Giovanni Giudici (1975), Фиорнандо Габбриэлли (2006)[30];
- на французский — И. С. Тургеневым и Л. Виардо (1863)[31], Gaston Pérot (1902), Maurice Colin (1980), Nata Minor (1990), Roger Legras (1994), Jean-Louis Backès (1996); Роже Легра[32]; Жаком Шираком, А. Марковичем[фр.] (2005), Флорианом Вутевым (2013);
- на каталонский язык — Арнау Бариосом (2019)[33];
- на немецкий — Рольфом-Дитрихом Кайлем[34][35], Alexis Lupus (1899) и другими;
- на монгольский — Чимид Чойжилын[монг.] (1956);
- на китайский — Су Фу (1942), Люй Инь[кит.] (первый перевод с русского оригинала, 1944), Му Дань[кит.] (1954, 1983), Чжэн Цинвэнь[кит.] (1977), Ван Шисе (1981), Фэн Чунь (1982, 1991), Ван Чжилян[кит.] (1985, 2004), Вэй Юй и Цзюнь Бан (1993), Ван Чжигэн (1995), Дин Лу (1996), Гу Юньпу и Фань Хун (1997), Лю Цзунцы (1998), Чжэн Чжэн (2000), Тянь Гобинь (2003), Цзянь Пин (2004)[36][37];
- на португальский — Дарио Мадейро де Кастро (2008);
- на албанский — Лязгушем Парадецы;
- на абхазский — М. Т. Ласурия (1969, 1979)[38];
- на аварский — Магометом Сулеймановым (2017)[39];
- на адыгейский — А. Бастэ (1998)[38];
- на азербайджанский — С. Вургуном (1973, 1979)[38];
- на армянский — Гургеном Севаком (1904—1981)[35];
- на балкарский — Салихом Гуртуевым (2013);
- на белорусский — Алесем Дударом (1936) и Аркадием Кулешовым (1999)[38];
- на грузинский — О. Челидзе (1975, 1983)[38];
- на казахский — Куандыком Шангитбаевым (1985)[38];
- на киргизский — Э. Турсуновым (1967, 1988)[38];
- на кумыкский — И. Х. Бамматули, А. Гамидовым (1994)[38];
- на латышский — Г. Дорбе (1929) Я. Плаудисом и А. Шмидре (1948); М. Бендрупе (1967)[38];
- на литовский — А. Венцловой (1947)[40];
- на осетинский — Нафи Джусойты (1959)[41];
- на таджикский — М. Фархат (1967)[38][42];
- на туркменский — М. Сеидовым, А. Ковусовым (1974)[38];
- на узбекский — Айбеком (Муса Ташмухамедовым) (1988)[38];
- на украинский — Максимом Рыльским (1937);
- на чувашский — Петром Хузангаем (1959)[38];
- на эстонский — Бетти Альвер (1964, 1967)[38];
- на якутский — Д. Данглы (1977)[38];
- на иврит — Авраамом Шлёнским и Авраамом Левинсоном (1937)[43];
- на сербский — Ристо Одавичем (1887), Милорадом Павичем (1957)[44];
- на словенский — И. А Приятелем (1909)[45];
- на турецкий — Каншаубием Мизиевым и Ахметом Неждетом, первый перевод на турецкий язык: г. Стамбул, издательство «Эверест» 2003, Сабри Гюрсес (2017)[46];
- на польский — Адамом Важиком[47] (1952, 1954); Анджеем Сычём; Якубом Юркевичем; Лео Бельмонтом (1902)[47];
- на хорватский — Шпиро Димитровичем (1860), Иваном Трнски (1881)[44];
- на чешский — В. Ч. Бендлом (1860)[48]; Миланом Дворжаком (1999);
- на эсперанто — впервые Николаем Некрасовым (1931), Валентином Мельниковым (2005).

## Влияние на другие произведения

### В литературе

#### Подражания и пародии
Первая глава «Евгения Онегина» вызвала со стороны представителей старых литературных вкусов ряд протестов. Так, в пародии «Отрывки из поэмы „Иван Алексеевич“, или новый „Евгений Онегин“» («Галатея», 1829, VII, с. 146) некто Неизвестный старался осмеять и заглавие, и содержание пушкинского романа, а не его героя.
Тип «лишнего человека», выведенный Пушкиным в образе Онегина, оказал влияние на всю дальнейшую русскую литературу. Из ближайших наглядных примеров — лермонтовский «Печорин» из «Героя нашего времени», чья фамилия как бы нарочито так же, как и фамилия Онегина, образована от названия северной русской реки с намёком на преемственность персонажей. И оба персонажа действительно близки по многим психологическим характеристикам.
В современном русском романе «Код Онегина», написанном Дмитрием Быковым под псевдонимом «Брэйн Даун», идёт речь о поисках пропавшей главы рукописи Пушкина. Кроме того, в романе содержатся смелые предположения относительно подлинной родословной Пушкина.
Жанр полноценного «романа в стихах» вдохновил Александра Дольского на создание романа «Анна», который был закончен в 2005 году.

### В музыке
- Пётр Чайковский — опера «Евгений Онегин»[49] (1878);
- Сергей Прокофьев — музыка к неосуществлённому спектаклю «Евгений Онегин» Московского камерного театра (1936);
- Родион Щедрин — Строфы «Евгения Онегина», для хора акапелла по роману в стихах А. Пушкина (1981);
- Антон Танонов, Глеб Матвейчук — мюзикл «Онегин» (2015), премьера состоялась 1 октября в театре Мюзик-Холл, в Санкт-Петербурге;

### В кинематографе
- «Евгений Онегин» (1911). Ч/б, немой. В роли Онегина — Пётр Чардынин;
- «Евгений Онегин» (1915). Ч/б, звуковой (граммофонный)[50]. В роли Онегина — А. М. Давыдов[50];
- «Евгений Онегин» (1915). Ч/б, звуковой (граммофонный)[50]. В роли Онегина — М. И. Иванцев[50];
- «Онегин» (Канада). Режиссёр — Норман Кэмпбелл[англ.]* (фильм-балет на музыку П. И. Чайковского) В роли Онегина — Фрэнк Аугустин[англ.];
- «Онегин» (1999, Великобритания, США). Режиссёр — Марта Файнс. В роли Евгения Онегина — Рэйф Файнс, Татьяна Ларина — Лив Тайлер, Владимир Ленский — Тоби Стивенс;
- «Евгений Онегин. Между прошлым и будущим» (Производство: ARTSMedia)— документальный фильм (2009), 52 мин., режиссёр и продюсер — Никита Тихонов.
- «Онегин» (2024, Россия). Режиссёр — Сарик Андреасян[51].

Экранизации опер:
- «Евгений Онегин» (СССР, 1958). Экранизация оперы. В роли Онегина — Вадим Медведев, вокальную партию исполняет Евгений Кибкало. В роли Татьяны — Ариадна Шенгелая, вокал — Галина Вишневская. В роли Ольги — Светлана Немоляева;
- «Евгений Онегин» / Eugen Onegin. (ТВ) (ФРГ, 1963). Режиссёр — Рудольф Хартманн[нем.]. В роли Евгения Онегина — Герман Прей, в роли Ольги — Бригитта Фассбендер;
- «Евгений Онегин» / Eugen Onegin (ТВ) (ФРГ, 1972). Режиссёр — Вацлав Каслик[чеш.]. В роли Евгения Онегина — Герман Прей, в роли Татьяны Лариной — Тереза Стратас;
- «Евгений Онегин» (США, 1984). Режиссёр — Кирк Браунинг[англ.]. В роли Евгения Онегина — Вольфганг Брендель[англ.], в роли Татьяны Лариной — Мирелла Френи, в роли Ленского — Петер Дворски, в роли Гремина — Николай Гяуров;
- Евгений Онегин / Eugene Onegin (ФРГ, Чехословакия, Франция, Великобритания, Австрия). Режиссёр — Петр Вейгл. В роли Евгения Онегина — Михал Дочоломанский[англ.], вокальную партию исполняет Бернд Вайкль. В роли Татьяны Лариной — Магда Вашариова, озвучивает Тереза Кубиак[англ.]; в роли Ленского — Эмил Хорват, озвучивает Стюарт Берроуз[англ.]; в роли Ольги — Камила Магалова[англ.], озвучивает Юлия Хамари;
- «Евгений Онегин» (ТВ) (Великобритания, 1994). В роли Евгения Онегина — Войцех Драбович[англ.];
- «Евгений Онегин» (2002) (ТВ) (Франция). В роли Евгения Онегина — Питер Маттеи[англ.];
- «Евгений Онегин» (2007). В роли Евгения Онегина — Питер Маттеи.
- «Онегин» (2024). В роли Евгения Онегина — Виктор Добронравов.

## В образовании
В российских, узбекских, казахских, киргизских, молдавских, азербайджанских (с изучением русского языка) и белорусских школах «Евгений Онегин» входит в обязательную школьную программу по литературе. Кроме того, ряд отрывков с описанием природы («Уж небо осенью дышало…», «Зима! Крестьянин, торжествуя…», «Гонимы вешними лучами…», «Вот север, тучи нагоняя…») используются в младших классах для заучивания наизусть вне связи с произведением в целом.